# Alpha-Beta (группа)
Alpha-Beta (др.-греч. άλφα-βήτα — буквы греческого алфавита) — российская музыкальная группа,  основанная продюсером и аранжировщиком Виталием Тетериным, при участии диджея Ивана Жбанова.

## История
В 2009 году Виталий Тетерин и Иван Жбанов познакомились на вечеринке в ночном клубе «Шекспир» в родном городе Виталия — Каменск-Уральском. Там же, произошло знакомство с первой вокалисткой группы — Викторией Разных. На первых порах речи о создании Alpha-Beta не шло, так как Виталий занимался написанием музыки для своей группы 7he Myriads и начинал делать ремиксы для других артистов — Pompeya, Tesla Boy, Saint Petersburg Disco Spin Club, Dos Buratinos, Phoenix, а Иван Жбанов, регулярно выступал как диджей под псевдонимом DJ Imago в родном Екатеринбурге и других городах России.
В 2011 году Иван Жбанов предложил Виталию под псевдонимом 7he Myriads сделать ремиксы для группы Сансара и совместной песни Ильи Лагутенко и группы Марсу нужны любовники — «Альпы Пальмы». Для группы Сансара было написано несколько ремиксов, также Виталий написал свою версию песни Сансары – «Города (7he Myriads version)» и спродюсировал песню Фуэте (альбом Сансара 2012 год).
Примерно в тот же период, Иван предложил Виталию написать совместную песню с вокалисткой Викторией Разных. Когда песня была готова, встал вопрос под каким именем её выпускать. В рамки 7he Myriads песня не вписывалась по звучанию, но Виталий давно думал о проекте с поп-звучанием и у него было заготовлено два названия, одно из которых было заимствовано и сокращено до двух слов из названия песни группы Air — «Alpha, Beta, Gaga». Так, посоветовавшись с Иваном и выбрав одно из двух, появилось название группы и первая песня Alpha-Beta — «Take Time» при участии Виктории Разных. В 2013 году песня будет переписана под вокал солистки группы Обе две — Кати Павловой и получит название «Чайки». Эта песня достигнет второго места в русском сегменте чарта iTunes через два дня после публикации.
Группа была образован на лейбле UP!UP!UP! в 2012 году, однако его первая презентация состоялась с выходом дебютного мини-альбома в Челябинске, 5 апреля 2013 года. Изначально Alpha-Beta задумывалась как дуэт двух музыкантов — Ивана Жбанова и Виталия Тетерина, создающих музыку в жанре танцевальной и клубной музыки. Однако на этапе экспериментов ещё до презентации первого мини-альбома, музыканты наложили на свой трек вокал Кати Павловой из песни группы Сансара «Ночь». Получившаяся композиция понравилась вокалистке и они вместе решили переосмыслить первоначальный стиль проекта. Катя Павлова также является автором текстов песен из первого мини-альбома группы.
27 сентября 2013 года в Челябинске состоялась презентация первого альбома группы — «Сбавьте гонор». 1 октября 2013 года альбом был опубликован в сети.
В 2017 году группа представила новый мини-альбом с вокалом Кати Павловой — «Вальс».
В 2018 году Alpha-Beta, после перерыва в творчестве, начала сотрудничать с певицей Кариной Люрмиш, так как Катя Павлова не смогла поддерживать деятельность в группе. Уже через год Карина стала основной вокалисткой проекта, а Виталий Тетерин переписал некоторые композиции под её тембр и стиль пения.
В 2020 году во время пандемии COVID-19 солисты группы устраивали live-сессии из своего дома по видеосвязи. Плейлист «Дома лучше» доступен для просмотра на официальном канале группы в Youtube. 20 ноября 2020 года вышел второй полноценный альбом Alpha-Beta уже с вокалом Карины Люрмиш — «Музыка».

## Состав группы

### Текущий состав
- Виталий Тетерин — музыка, продакшн
- Карина Люрмиш — вокал, тексты песен
- Юнусов Ильгиз — барабаны

### Бывшие участники
- Катя Павлова — вокал (2013-2018)
- Иван Жбанов — (2013-2018)
- Виктория Разных (2012)